# Gaztelesbos
Gaztelesbos fue un colectivo que se formó en 1996 por la necesidad de construir espacios de militancia para lesbianas jóvenes en Álava.

## Trayectoria
La mayoría de integrantes del colectivo se conocieron en una de la acampadas organizadas por la Asamblea de Lesbianas de Álava. Allí decidieron sumarse al activismo lesbofeminista de Vitoria. No estuvieron en activo muchos años pero promovieron distintas iniciativas, tales como marchas en bicicletas por la ciudad, talleres a favor de la diversidad sexual y fiestas en gaztetxes, entre otras, con el objetivo de visibilizar el colectivo lésbico.
El colectivo Gaztelesbos se implicó en la lucha por la  visibilización y normalización del movimiento. Además, participaron activamente en los encuentros de mujeres de Euskal Herria. El 28 de junio de 2000, junto con otros colectivos, crearon carteles como el de "Lesbiana, qué coño quieres: rompe el silencio, di no a la normalidad".
En 2001, junto con Gaytasuna y Oker, inauguraron en pleno casco viejo de Vitoria el primer espacio abierto de la ciudad en favor de la libertad sexual y que fue bautizado como Lesgaytegia. Posteriormente, en 2005, acudieron junto con otros colectivos feministas a la manifestación unitaria contra la globalización machista en apoyo de la Carta Mundial de las Mujeres para la Humanidad.